# Kyokushin Verdensmesterskab Åben
Kyokushin Verdensmesterskab Åben er den største turnering inden for Kyokushin karate. Denne turnering afholdes hvert fjerde år i Tokyo og tiltrækker deltagere fra hele verden. Det er en af de mest prestigefyldte begivenheder i Kyokushin karate og tiltrækker både etablerede mestre og ambitiøse unge talenter, der ønsker at teste deres færdigheder på den internationale scene. Denne turnering har en lang historie og blev første gang afholdt i 1969.
I denne turnering konkurrerer deltagerne i forskellige discipliner, og den kræver både fysisk styrke og mental udholdenhed. Hver deltager kæmper om titlen som verdensmester og mulighed for at blive anerkendt som en af de bedste i den hårde og disciplinerede kampkunst, der kendetegner Kyokushin karate.

## Regler
Alle verdensmesterskaber i åbne turneringer opererer under knockdown karate-regler, som indebærer stående barhånds kamp uden næsten nogen beskyttelse. De mest karakteristiske regler i knockdown karate, sammenlignet med andre stilarter, er, at man ikke må slå i ansigtet og et pointsystem, der kun tæller slag, der rent faktisk "skader" modstanderen. Dette gør knockdown-kamp meget fysisk, men samtidig relativt sikkert, da der er meget få slag mod hovedet. Der kan dog være mindre variationer i reglerne mellem de forskellige organisationer, der er ansvarlige for turneringerne, selvom grundprincipperne er de samme. Reglerne er også blevet ændret gennem årene.
Normalt inkluderer knockdown regler:
- Ingen beskyttelsesudstyr bruges, bortset fra beskyttelse af skridtet og tænderne.
- 3 minutters kamp tid.
- Den kæmper, der opnår en Ippon (et point), vinder kampen, og kampen stoppes. En Ippon opnås, når et angreb enten nedlægger modstanderen i mere end 3 sekunder eller gør modstanderen tilbageholdende med at fortsætte kampen. En Ippon kan også gives, hvis en ulovlig teknik anvendes af modstanderen, eller hvis den anden kæmper bliver diskvalificeret.
- En kæmper kan også vinde kampen ved Waza-ari (halv point), som gives, hvis modstanderen bliver nedlagt i mindre end 3 sekunder og er i stand til at fortsætte kampen. Hvis to Waza-ari opnås af samme kæmper i løbet af kampen, tælles det som en Ippon, og kampen stoppes.
- Hvis der ikke sker nogen nedlægning, kan dommerne erklære en kæmper som vinder baseret på den samlede effektivitet af teknikker, kraft og ånd.
- I tilfælde af uafgjort kan der gives maksimalt 3 forlængelser (hver 2 minutter lange). Nogle turneringer afgør også uafgjorte ved vægtforskel og resultatet af Tamaeshiwari (knusning af fliser).

Ulovlige teknikker er:
- Slag mod ansigtet
- Spark mod skridtet
- Greb, alt slags greb
- Hovedstød
- Spark mod knæ
- Spark mod baghovedet
- Skubben
- Slag mod rygsøjlen fra bagpå
- Albue mod ansigt

## Resultater

### Før opdelingen af IKO
Mellem 1975 og 1991 blev verdensmesterskabet i åbne turneringer organiseret af IKO (International Karate Organization Kyokushinkaikan), ledet af Mas Oyama. Begivenheden blev afholdt fem gange:
- 1. World Open Tournament (1.-3. november 1975) med 128 deltagere fra 32 lande
- 2. World Open Tournament (23.-25. november 1979) med 187 deltagere fra 62 lande
- 3. World Open Tournament (20.-22. januar 1984) med 192 deltagere fra 60 lande
- 4. World Open Tournament (6.-8. november 1987) med 207 deltagere fra 77 lande
- 5. World Open Tournament (2.-4. november 1991) med 250 deltagere fra 105 lande

| Plads | 1. Verdensmesterskab | 2. Verdensmesterskab | 3. Verdensmesterskab | 4. Verdensmesterskab | 5. Verdensmesterskab |
| ----- | -------------------- | -------------------- | -------------------- | -------------------- | -------------------- |
| 1     | Katsuaki Satō        | Makoto Nakamura      | Makoto Nakamura      | Akiyoshi Matsui      | Kenji Midori         |
| 2     | Hatsuo Royama        | Keiji Sanpei         | Keiji Sanpei         | Andy Hug             | Akira Masuda         |
| 3     | Joko Nimoniya        | Willie Williams      | Akiyoshi Matsui      | Akira Masuda         | Hiroki Kurosawa      |
| 4     | Daigo Oishi          | Takashi Azuma        | Ademir Da Costa      | Michael Thompson     | Jean Riviere         |
| 5     | Toshikazu Sato       | Howard Collins       | Yasuto Onishi        | Ademir Da Costa      | Kenji Yamaki         |
| 6     | Takashi Azuma        | Bernard Creton       | Nicholas Da Costa    | Hiroki Kurosawa      | Yutaka Ishii         |
| 7     | Charles W. Martin    | Ceno Maxer           | Keizo Tahara         | Yasuhiro Shichinohe  | Yasuhiro Shichinohe  |
| 8     | Frank Clark          | Koichi Kawabata      | Dave Greaves         | Nicholas Da Costa    | Johnny Kleyn         |

Efter Mas Oyamas død i 1994 blev IKO opdelt i flere fraktioner. Verdensmesterskabet i åbne turneringer er fortsat blevet afholdt, men organiseret parallelt af flere organisationer.

### IKO1 (Matsui-grenen)
Fra 1995 har verdensmesterskabet i åbne turneringer været organiseret af IKO1, ledet af Shokei Matsui.
- 6. World Open Tournament IKO1 (3.-5. november 1995) med 168 deltagere fra 85 lande
- 7. World Open Tournament IKO1 (5.-7. november 1999) med 192 deltagere fra 86 lande
- 8. World Open Tournament IKO1 (1.-3. november 2003) med 240 deltagere fra 63 lande
- 9. World Open Tournament IKO1 (16.-18. november 2007) med 192 deltagere fra 65 lande
- 10. World Open Tournament IKO1 (4.-6. november 2011) med 192 deltagere fra 43 lande
- 11. World Open Tournament IKO1 (20.-22. november 2015) med 192 deltagere fra 46 lande
- 12. World Open Tournament IKO1 (22.-24. november 2019) med 164 deltagere fra 38 lande

| Plads | 6. Verdensmesterskab | 7. Verdensmesterskab | 8. Verdensmesterskab | 9. Verdensmesterskab | 10. Verdensmesterskab | 11. Verdensmesterskab | 12. Verdensmesterskab |
| ----- | -------------------- | -------------------- | -------------------- | -------------------- | --------------------- | --------------------- | --------------------- |
| 1     | Kenji Yamaki         | Francisco Filho      | Hitoshi Kiyama       | Ewerton Teixeira     | Tariel Nikoleishvili  | Zahari Damyanov       | Mikio Ueda            |
| 2     | Hajime Kazumi        | Hajime Kazumi        | Sergey Plekhanov     | Jan Soukup           | Ewerton Teixeira      | Djema Belkhodja       | Aleksandr Eremenko    |
| 3     | Francisco Filho      | Alexander Pichkunov  | Ewerton Teixeira     | Artur Oganasian      | Goderzi Kapanadze     | Darmen Sadvokasov     | Andrei Luzin          |
| 4     | Garry O'Neill        | Glaube Feitosa       | Glaube Feitosa       | Darmen Sadvokasov    | Makoto Akaishi        | Kiril Kochnev         | Yuta Takahashi        |
| 5     | Nicholas Pettas      | Nicholas Pettas      | Lechi Kurbanov       | Andrey Stepin        | Zahari Damyanov       | Ashot Zarinyan        | Konstantin Kovalenko  |
| 6     | Hiroki Kurosawa      | Yasuhiro Kimura      | Yasuhiro Kimura      | Alejandro Navarro    | Nikolai Davydov       | Mikio Ueda            | Ryunosuke Hoshi       |
| 7     | Luciano Basile       | Ryuta Noji           | Sergey Osipov        | Eduardo Tanaka       | Alexander Yeremenko   | Ivan Mezentsev        | Igor Zagainov         |
| 8     | Glaube Feitosa       | Ryu Narushima        | Hiroyuki Kidachi     | Tatsuya Murata       | Ilya Karpenko         | Shoki Arata           | Shoki Arata           |

### WKO (Shinkyokushinkai)
Siden 1996 har verdensmesterskabet i åbne turneringer også været organiseret af WKO (World Karate Organization Shinkyokushinkai), som ledes af Kenji Midori. Denne organisation opstod som en afgrening af den oprindelige IKO og har spillet en central rolle i at bevare og videreudvikle Kyokushinkai-karateens traditioner på verdensplan.
- 6. verdensmesterskab i åbne turneringer WKO (februar 1996) med 172 deltagere fra flere forskellige lande.
- 7. verdensmesterskab i åbne turneringer WKO (5. december – 6. december 1999) med 128 deltagere fra 53 lande rundt om i verden.
- 8. verdensmesterskab i åbne turneringer WKO (4. oktober – 5. oktober 2003) med 128 deltagere fra 63 lande, der repræsenterede et bredt spektrum af nationale karateorganisationer.
- 9. verdensmesterskab i åbne turneringer WKO (13. oktober – 14. oktober 2007) med 128 deltagere, der kæmpede om titlen i denne prestigefyldte begivenhed.
- 10. verdensmesterskab i åbne turneringer WKO (4. november – 6. november 2011) med 129 deltagere fra 52 lande, der samledes for at konkurrere om den eftertragtede verdensmesterskabstitel.
- 11. verdensmesterskab i åbne turneringer WKO (31. oktober – 1. november 2015) med 164 deltagere fra 60 lande, som fortsatte traditionen for internationalt karatefællesskab.
- 12. verdensmesterskab i åbne turneringer WKO (9. november – 10. november 2019) med 161 deltagere fra 71 lande, hvilket var et af de mest internationale arrangementer i turneringens historie.

| Plads | 6. Verdensmesterskab                          | 7. Verdensmesterskab            | 8. Verdensmesterskab                  | 9. Verdensmesterskab                          | 10. Verdensmesterskab                         | 11. Verdensmesterskab               | 12. Verdensmesterskab               |
| ----- | --------------------------------------------- | ------------------------------- | ------------------------------------- | --------------------------------------------- | --------------------------------------------- | ----------------------------------- | ----------------------------------- |
| 1     | [[Norichika Tsukamoto\|Norichika Tsukamoto ]] | [[Toru Okamoto\|Toru Okamoto ]] | [[Kunihiro Suzuki\|Kunihiro Suzuki ]] | [[Takayuki Tsukagoshi\|Takayuki Tsukagoshi ]] | [[Norichika Tsukamoto\|Norichika Tsukamoto ]] | [[Yuji Shimamoto\|Yuji Shimamoto ]] | [[Yuji Shimamoto\|Yuji Shimamoto ]] |
| 2     | Kunihiro Suzuki                               | Muzaffer Bacak                  | Yuichiro Osaka                        | Donatas Imbras                                | Tsutomo Muruyama                              | Kembu Iriki                         | Maciej Mazur                        |
| 3     | Kou Tanigawa                                  | Sotoshi Niiho                   | Takayuki Tsukakoshi                   | Valeri Dimitrov                               | Roman Nesterenko                              | Lukas Kubilius                      | Daiki Kato                          |
| 4     | Tsuyoshi Murase                               | Kouji Abiko                     | Valeri Dimitrov                       | Roman Nesterenko                              | Lukas Kubilius                                | Shota Maeda                         | Valeri Dimitrov                     |
| 5     | Akira Masuda                                  | Kunihiro Suzuki                 | Francisco Jose Carpena                | Maxim Shevchenko                              | Brian Jakobsen                                | Kazufumi Shimamoto                  | Kosei Ochiai                        |
| 6     | Hiroyuki Miake                                | Tadashi Ishihara                | Muzaffer Bacak                        | Darius Gudauskas                              | Andrey Materov                                | Nazar Nasirov                       | Eventas Guzauskas                   |
| 7     | Toru Okamoto                                  | Yuichiro Osaka                  | Norichika Tsukamoto                   | Norichika Tsukamoto                           | Yuji Shimamoto                                | Edgard Sečinski                     | Yuto Eguchi                         |
| 8     | Kouji Abiko                                   | Viktor Karasyuk                 | Daniel Torok                          | Denis Grigoriev                               | Yevgeniy Andrushko                            | Maciej Mazur                        | Ilya Yakovlev                       |

Dette mesterskab har været en uundværlig platform for mange af de mest talentfulde karateudøvere verden over, og har tiltrukket deltagere fra hele verden, der ønsker at vise deres færdigheder og konkurrere om den højeste ære. WKO (Shinkyokushinkai) har spillet en nøglerolle i at fastholde traditionen for kyokushinkai-karate og har yderligere styrket sporten globalt.

### IKO3 (Matsushima-afdelingen)
Fra 2000 har verdensmesterskabet i åbne turneringer også været organiseret af IKO3, som ledes af Yoshikazu Matsushima. Denne afdeling er en del af den internationale organisation Kyokushinkaikan, der har spillet en stor rolle i udbredelsen af kyokushin-karate globalt. IKO3 har været med til at arrangere nogle af de mest prestigefyldte karatekonkurrencer og tiltrukket deltagere fra mange lande.
- 6. verdensmesterskab i åbne turneringer IKO3 - Ikke afholdt, oplysninger nødvendige?
- 7. verdensmesterskab i åbne turneringer IKO3 (25. november – 26. november 2000, Tokyo, Japan) med deltagelse af topkarateudøvere fra hele verden.
- 8. verdensmesterskab i åbne turneringer IKO3 (27. november – 28. november 2004, Isesaki City, Japan), hvor udøverne konkurrerede om den prestigefyldte titel i en intens og spændende atmosfære.
- 9. verdensmesterskab i åbne turneringer IKO3 (29. november – 30. november 2008, Isesaki City, Japan), med deltagelse af topatleter fra både Øst- og Vesteuropa samt andre kontinentale regioner.
- 10. verdensmesterskab i åbne turneringer IKO3 (23. juni – 24. juni 2012, Tokyo, Japan), som bød på stærke konkurrencer og en værdig vinder i en meget kompetitiv atmosfære.
- 11. verdensmesterskab i åbne turneringer IKO3 (26. november – 27. november 2016, Maebashi, Japan) med dygtige karateudøvere fra en bred vifte af lande, der kæmpede om den eftertragtede titel.
- 12. verdensmesterskab i åbne turneringer IKO3 (22. november – 24. november 2019, Tokyo, Japan)[8], som tiltrak deltagere fra hele verden og blev betragtet som en af de mest imponerende turneringer i IKO3's historie.

| Plads | 6. Verdensmesterskab | 7. Verdensmesterskab                | 8. Verdensmesterskab              | 9. Verdensmesterskab                        | 10. Verdensmesterskab           | 11. Verdensmesterskab     | 12. Verdensmesterskab       |
| ----- | -------------------- | ----------------------------------- | --------------------------------- | ------------------------------------------- | ------------------------------- | ------------------------- | --------------------------- |
| 1     | ?                    | [[Thorsten Domke\|Thorsten Domke ]] | [[Hadi Azikhani\|Hadi Azikhani ]] | [[Anzor Shikhabakhov\|Anzor Shikhabakhov ]] | [[Reza Goodary\|Reza Goodary ]] | [[Ali Orace\|Ali Orace ]] | [[Mikio Ueda\|Mikio Ueda ]] |
| 2     | ?                    | Bela Haszmann                       | Hassan Nazemi                     | Issa Parvari                                | Artur Tilov                     | Sajjad Mohajeri           | Aleksandr Eremenko          |
| 3     | ?                    | Raoul Strikker                      | Arash Sharifi                     | Sajad Heidari                               | Aleksander Karshigeev           | Denis Morozevich          | Andrei Luzin                |
| 4     | ?                    | Igor Struikhim                      | Haidar Mohammed                   | Sergey Doronin                              | Aleksander Ibragimov            | Mehrdad Ramzani           | Yuta Takahashi              |
| 5     | ?                    | Alexander Sitnikov                  | Andrey Noskov                     | Rasim Samedov                               | Amin Azimi                      | Mdliduzi Mseleku          | Konstantin Kovalenko        |
| 6     | ?                    | Diego Beltran                       | Anatoly Boronnikov                | Saeid Sefari                                | Naser Karami                    | Denys Maxymov             | Ryunosuke Hoshi             |
| 7     | ?                    | Yevgeny Pechenin                    | Eissa Oghani                      | Gia Gvenetadze                              | Sajjad Heidarinaghdali          | Thondwaylakosi Ndlovu     | Igor Zagainov               |
| 8     | ?                    | Kiko Muira                          | Alexander Ibragimov               | Laszlo Hacsko                               | Amir Reza Moradian              | Reza Goodary              | Shoki Arata                 |

Turneringen har været en vigtig begivenhed for udøvere af kyokushin-karate, hvor atleterne ikke kun har kæmpet om verdensmesterskabstitlen, men også for ære og respekt i deres respektive lande. Det har også været en lejlighed til at se nogle af de bedste udøvere på tværs af mange forskellige nationer og kulturer.

### Kyokushin Union (Rengokai)
Fra 2004 har verdensmesterskabet i åbne turneringer også været organiseret af All Japan Kyokushin Union (Kyokushin Rengōkai), som er ledet af Yasuhiro Shichinohe. Denne organisation er en vigtig aktør i Kyokushin-karaten og har arrangeret flere betydningsfulde turneringer på nationalt og internationalt niveau.
- 1. verdensmesterskab i åbne turneringer Rengōkai (18. januar 2004, Shizuoka, Japan)
- 2. verdensmesterskab i åbne turneringer Rengōkai (19. januar – 20. januar, 2008, Japan) - afholdt i vægtkategorier
- 3. verdensmesterskab i åbne turneringer Rengōkai (10. november – 11. november, 2012, Toyama, Japan)
- 4. verdensmesterskab i åbne turneringer Rengōkai (20. januar – 21. januar, 2017, Toyama, Japan)

De besluttede dog at omnummerere begivenhederne og starte med 1. verdensmesterskab i åbne turneringer. Det skal også bemærkes, at den anden turnering i 2008 blev organiseret i vægtkategorier og derfor ikke er præsenteret her.
| Plads | 1. Verdensmesterskab                      | 2. Verdensmesterskab | 3. Verdensmesterskab                  | 4. Verdensmesterskab                |
| ----- | ----------------------------------------- | -------------------- | ------------------------------------- | ----------------------------------- |
| 1     | [[Masaake Shimajiri\|Masaake Shimajiri ]] | flere                | [[Takuma Koketsu\|Takuma Koketsu ]]   | [[Yuya Nagata\|Yuya Nagata ]]       |
| 2     | Anzor Shikhabakhov                        | flere                | Jonathan Tineo                        | Timur Raiymbekov                    |
| 3     | Alexander Ibragiumov                      | flere                | Kevin Wiklund                         | Yudai Ishimine                      |
| 4     | Jiri Onoue                                | flere                | Yuhei Ashitaka                        | Shi Shigematsu                      |
| 5     | [[Hiroshi Sugiyama\|Hiroshi Sugiyama ]]   | flere                | Akihito Teruya                        | Yasumichi Kikuyama                  |
| 6     | Yasumichi Kikuyama                        | flere                | Jonathan Redondo                      | [[Akihito Teruya\|Akihito Teruya ]] |
| 7     | Takeshi Miyagi                            | flere                | Masaru Sato                           | [[Kim Jong Kil\|Kim Jong Kil ]]     |
| 8     | Timofei Tsyganov                          | flere                | [[Syota Yamaguchi\|Syota Yamaguchi ]] | Yuhei Ashitaka                      |

Dette verdensmesterskab har været med til at fremme Kyokushin-karate globalt, og det har givet deltagerne mulighed for at konkurrere i en struktureret og udfordrende kontekst, hvor vægtkategorierne i nogle tilfælde har gjort konkurrencerne endnu mere spændende og balancerede. Turneringen har været med til at styrke forbindelserne mellem forskellige lande og har givet udøverne en platform til at vise deres færdigheder og opnå ære indenfor deres kampsportsdisciplin.